# لعبيشات (أولاد بيه)
لعبيشات هو دُوَّار يقع بجماعة جنان بويه، إقليم اليوسفية، جهة مراكش آسفي في المملكة المغربية. ينتمي الدوّار لمشيخة أولاد بيه التي تضم 23 دوار. يقدر عدد سكانه بـ 437 نسمة حسب الإحصاء الرسمي للسكان والسكنى لسنة 2004.

## روابط خارجية
- البوابة الوطنية للجماعات الترابية نسخة محفوظة 12 مارس 2018 على موقع واي باك مشين.
- المندوبية السامية للتخطيط